# Belá nad Cirochou
Pour les articles homonymes, voir Belá.
Belá nad Cirochou (Rusyn : Бела над Цірохов, hongrois : Cirókabéla) est un grand village et une municipalité du district de Snina dans la région de Prešov dans le nord-est de la Slovaquie.

## Histoire
La première mention du village remonte à 1451. Il appartenait à la famille Drugeth. Une autre mention de 1715 concerne un moulin local. Au milieu du XVIIIe siècle, les habitants du village s'adonnaient au travail de la pierre. Au XIXème siècle, il y avait une fonderie pour le traitement du minerai de fer. Jusqu'en 1926, un manoir en bois se trouvait ici. Au centre du village se trouve un moulin à eau en ruine. Belá nad Cirochou possède une église catholique romaine du Sacré-Cœur de Jésus datant de 1912.

## Démographie

### Évolution de la population
| Année:               | 1994. | 2004.   | 2014.   | 2024.   |
| -------------------- | ----- | ------- | ------- | ------- |
| Nombre de personnes: | 3165  | 3318    | 3348    | 3279    |
| Différence:          |       | +4,83 % | +0,90 % | -2,06 % |

| Année:               | 2023. | 2024.   |
| -------------------- | ----- | ------- |
| Nombre de personnes: | 3303  | 3279    |
| Différence:          |       | -0,72 % |